# Crypteria discalis
Crypteria discalis är en tvåvingeart som först beskrevs av Alexander 1936.  Crypteria discalis ingår i släktet Crypteria och familjen småharkrankar. Inga underarter finns listade i Catalogue of Life.